# Il granduca e mister Pimm
Il granduca e mister Pimm (Love Is a Ball) è un film del 1963 diretto da David Swift.
È una commedia romantica statunitense con Glenn Ford, Hope Lange e Charles Boyer. Ambientato in Costa Azzurra, è basato sul romanzo del 1959 The Grand Duke and Mr. Pimm di Lindsay Hardy.

## Produzione
Il film, diretto da David Swift su una sceneggiatura dello stesso Swift e di Frank Waldman e Tom Waldman con il soggetto di Lindsay Hardy (autrice del romanzo), fu prodotto da Martin Poll per la United Artists tramite la Gold Medal e la Oxford Productions e girato a Nizza e in altre location sulla Costa Azzurra in Francia. Il titolo di lavorazione fu The Grand Duke and Mr. Pimm.

## Distribuzione
Il film fu distribuito con il titolo Love Is a Ball negli Stati Uniti dal 24 aprile 1963 (première a Los Angeles il 6 marzo 1963) al cinema dalla United Artists.
Altre distribuzioni:
- in Germania Ovest il 14 maggio 1963 (40 Millionen suchen einen Mann)
- in Danimarca il 20 agosto 1963 (Hertugen og Mr. Pimm)
- in Svezia il 2 settembre 1963
- in Finlandia il 13 settembre 1963 (Rakkaus on riemua)
- in Austria nell'ottobre del 1963 (40 Millionen suchen einen Mann)
- in Spagna il 29 marzo 1964 (Ese desinteresado amor)
- in Turchia nel gennaio del 1966 (Ask oyunu)
- nel Regno Unito (All This and Money Too)
- in Brasile (Mercado de Corações)
- in Argentina (Mercado de amor)
- in Portogallo (Negócio de Casamentos)
- in Grecia (Rantevou sti Riviera)
- in Italia (Il granduca e mister Pimm)

## Critica
Secondo il Morandini il film è una "commedia turistico-sentimentale da dimenticare" e risulterebbe "potabile come una gassosa"; le uniche cose apprezzabili sarebbero i paesaggi della Costa Azzurra filmati in Panavision. Secondo Leonard Maltin il film è una "pellicola forzata e futile che vorrebbe essere chic".

## Promozione
La tagline è: "The hilariously mad story of all the best things in life that are not free... and the one thing that definitely is!".